# Янис Варуфакис
Йоанис „Янис“ Георгиу Варуфакис (на гръцки: Ιωάννης „Γιάνης“ Γεωργίου Βαρουφάκης) е гръцки икономист, академик, философ и политик. Той е генерален секретар на лявата политическа партия MeRA25, която основава през 2018 г. Бивш член на Коалиция на радикалната левица – Сириза. В периода 27 януари – 6 юли 2015 е министър на финансите на Гърция, в правителството на Алексис Ципрас. През 2018 г. той заявява пред Skai TV, че милиардерът Джордж Сорос е поискал от премиера Алексис Ципрас да го уволни от поста финансов министър през 2015 г.
През декември 2018 г., заедно с американския сенатор Бърни Сандърс основават международната организация – Прогресивен интернационал, която обединява прогресивни леви активисти и организации.

## Биография
Янис Варуфакис е роден на 24 март 1961 г. в град Палео Фалиро, Гърция. Неговият баща Георгиос Варуфакис е египетски грък, който емигрира от Кайро в Гърция през 40-те години на XX век, пристигайки по време на Гражданската война в Гърция.